# Beast Quest
Beast Quest (titre original : Beast Quest) est une série de romans pour enfants de médiéval-fantastique britannique. La série est écrite par un collectif d'auteurs prenant le nom d'Adam Blade. Elle est éditée au Royaume-Uni par Orchard Books et en France par Hachette dans la collection Bibliothèque verte. Le premier roman est paru en 2007 au Royaume-Uni et traduit en 2008 en France.
La série, toujours en cours de publication, compte déjà plus d’une centaine de livres en anglais et une quarantaine en français.

## Méthode d'écriture
La collection est produite par un studio d'auteurs appelé Working Partners Limited. L'équipe éditoriale définit le synopsis de chaque livre, puis contacte des auteurs et leur demande d'écrire un essai, typiquement les trois premiers chapitres du livre. Puis, l'équipe éditoriale sélectionne l'auteur qui est chargé d'écrire le livre.

## Liste des ouvrages
1. Le Dragon de feu (Ferno)
2. Le Serpent de mer (Serpron)
3. Le Géant des montagnes (Arcta)
4. L'Homme-cheval (Tagus)
5. Le Monstre des neiges (Nanook)
6. L'Oiseau-flamme (Epos)
7. Les Dragons jumeaux (Vedra et Krimon)
8. Les Dragons ennemis (Vedra et Krimon)
9. Le Monstre marin (Zepha)
10. Le Singe géant (Claw)
11. L'Ensorceleuse (Soltra)
12. L'Homme-serpent (Vipero)
13. Le Maître des araignées (Arachnid)
14. Le Lion à trois têtes (Trillion)
15. L'Homme-taureau (Torgor)
16. Le Cheval ailé (Skor)
17. Le Serpent marin (Narga)
18. Le Chien des Ténèbres (Kaymon)
19. Le Seigneur des éléphants (Tusk)
20. L'Homme-scorpion (Sting)
21. Le Chaudron magique (Cornix et Aldroim)
22. Le Poignard magique (Marlik et Klaxa)
23. La Créature maléfique (Nixa)
24. Le Spectre du cheval (Equinus)
25. Le Troll des cavernes (Rashouk)
26. Le Loup-garou (Luna)
27. Le Dragon de glace (Blaze)
28. La Panthère-fantôme (Sthelth)
29. Le Maître des océans (Krabb)
30. Le Maître du ciel (Hawkite)
31. Le Maître des montagnes (Rokk)
32. Le Maître des glaces (Koldo)
33. Le Maître de la terre (Trema)
34. Le Maître de la jungle (Amictus)[2]
35. Le Roi Lézard (Komodo)
36. Le Rat géant (Muro)
37. La Chauve-souris (Fang)[3]
38. La Créature des marais (Marlik)
39. L'Arbre maléfique (Terra)
40. La Reine des guêpes (Vespick)
41. Le Lézard du désert (Convol)
42. Le monstre de feu (Hellion)
43. Le serpent des montagnes (Krestor)
44. Le chat des plaines (Madara)
45. L'anguille de la jungle (Ellik)
46. L'hyène des glaces (Carnivora)
47. Le serpent d'eau (Balisk)
48. Les mâchoires de la mort (Koron)